# ドーフィネ・リベレ2009
ドーフィネ・リベレ2009は、ドーフィネ・リベレの61回目のレース。2009年6月7日から14日まで行われた。アレハンドロ・バルベルデが、総合2連覇を達成した。

## 結果

### 総合上位選手
| 区間 | 月日 | スタート － ゴール                           | km    | 総合1位                  | 時 間          | 総合2位                  | 時間差 | 総合3位                  | 時間差   | 総合4位                    | 時間差   | 総合5位                  | 時間差   |
| ---- | ---- | -------------------------------------------- | ----- | ------------------------ | -------------- | ------------------------ | ------ | ------------------------ | -------- | -------------------------- | -------- | ------------------------ | -------- |
| 1    | 6/7  | ナンシー (ITT)                               | 12.1  | カデル・エヴァンス       | 15分36秒       | アルベルト・コンタドール | +08秒  | アレハンドロ・バルベルデ | +23秒    | セバスティアン・ロスレル   | +33秒    | ヴィンチェンツォ・ニバリ | +34秒    |
| 2    | 6/8  | ナンシー － ディジョン                       | 228.0 | カデル・エヴァンス       | 5時間50分40秒  | アルベルト・コンタドール | +08秒  | アレハンドロ・バルベルデ | +23秒    | セバスティアン・ロスレル   | +33秒    | ヴィンチェンツォ・ニバリ | +34秒    |
| 3    | 6/9  | トゥルニュ － サン＝テティエンヌ             | 182.0 | ニキ・テルプストラ       | 10時間23分45秒 | レミ・ポリオル           | +26秒  | ユーリ・トロフィモフ     | +27秒    | リュドヴィック・テュルパン | +36秒    | カデル・エヴァンス       | +1分01秒 |
| 4    | 6/10 | ブール＝レ＝ヴァランス － ヴァランス (ITT)   | 42.4  | カデル・エヴァンス       | 11時間16分19秒 | アルベルト・コンタドール | +45秒  | ベルト・グラプシュ       | +48秒    | フランティシェク・ラボニ   | +1分07秒 | デヴィッド・ミラー       | +1分33秒 |
| 5    | 6/11 | ヴァランス － モン・ヴァントゥ               | 154.0 | アレハンドロ・バルベルデ | 15時間23分17秒 | カデル・エヴァンス       | +16秒  | アルベルト・コンタドール | +1分04秒 | デヴィッド・ミラー         | +1分43秒 | アイマル・スベルディア   | +2分21秒 |
| 6    | 6/12 | ギャップ － ブリアンソン                     | 106.0 | アレハンドロ・バルベルデ | 18時間15分46秒 | カデル・エヴァンス       | +16秒  | アルベルト・コンタドール | +1分04秒 | ミケル・アスタルロサ       | +1分49秒 | デヴィッド・ミラー       | +1分52秒 |
| 7    | 6/13 | ブリアンソン － サン＝フランソワ＝ロンシャン | 157.0 | アレハンドロ・バルベルデ | 23時間00分53秒 | カデル・エヴァンス       | +16秒  | アルベルト・コンタドール | +1分18秒 | ロベルト・ヘーシンク       | +2分41秒 | ミケル・アスタルロサ     | +3分40秒 |
| 8    | 6/14 | ファヴェルジュ － グルノーブル               | 146.0 | アレハンドロ・バルベルデ | 26時間33分15秒 | カデル・エヴァンス       | +16秒  | アルベルト・コンタドール | +1分18秒 | ロベルト・ヘーシンク       | +2分41秒 | ミケル・アスタルロサ     | +3分40秒 |

### 各区間上位選手
| 区間 | 月日 | スタート － ゴール                           | km    | 区間1位                      | 時 間         | 区間2位                    | 時間差 | 区間3位                  | 時間差   | 区間4位                  | 時間差   | 区間5位                            | 時間差   |
| ---- | ---- | -------------------------------------------- | ----- | ---------------------------- | ------------- | -------------------------- | ------ | ------------------------ | -------- | ------------------------ | -------- | ---------------------------------- | -------- |
| 1    | 6/7  | ナンシー (ITT)                               | 12.1  | カデル・エヴァンス           | 15分37秒      | アルベルト・コンタドール   | +07秒  | アレハンドロ・バルベルデ | +23秒    | セバスティアン・ロスレル | +33秒    | ヴィンチェンツォ・ニバリ           | +33秒    |
| 2    | 6/8  | ナンシー － ディジョン                       | 228.0 | アンジェロ・フルラン         | 5時間35分04秒 | マルクス・ツベルク         | 同     | トム・ボーネン           | 同       | マルコ・バンディエラ     | 同       | マルセル・ジーベルク               | 同       |
| 3    | 6/9  | トゥルニュ － サン＝テティエンヌ             | 182.0 | ニキ・テルプストラ           | 4時間32分34秒 | リュドヴィック・テュルパン | 同     | ユーリ・トロフィモフ     | 同       | レミ・ポリオル           | 同       | イニィーゴ・ランダルセ             | 同       |
| 4    | 6/10 | ブール＝レ＝ヴァランス － ヴァランス (ITT)   | 42.4  | ベルト・グラプシュ           | 51分26秒      | カデル・エヴァンス         | +07秒  | デヴィッド・ミラー       | +39秒    | フランティシェク・ラボニ | +40秒    | アルベルト・コンタドール           | +52秒    |
| 5    | 6/11 | ヴァランス － モン・ヴァントゥ               | 154.0 | スィルヴェステル・シュムィド | 4時間05分04秒 | アレハンドロ・バルベルデ   | 同     | アイマル・スベルディア   | +1分14秒 | ロベルト・ヘーシンク     | +1分50秒 | ヤコブ・フグルサング               | +1分59秒 |
| 6    | 6/12 | ギャップ － ブリアンソン                     | 106.0 | ピエリック・フェドリゴ       | 2時間48分17秒 | ユルヘン・ファンデワール   | +04秒  | ステファーヌ・グベール   | +05秒    | フアン・マヌエル・ガラテ | +14秒    | ラース・バク                       | +25秒    |
| 7    | 6/13 | ブリアンソン － サン＝フランソワ＝ロンシャン | 157.0 | ダヴィ・モンクティエ         | 4時間44分26秒 | ロベルト・ヘーシンク       | +41秒  | カデル・エヴァンス       | 同       | アレハンドロ・バルベルデ | 同       | ヤコブ・フグルサング               | +53秒    |
| 8    | 6/14 | ファヴェルジュ － グルノーブル               | 146.0 | ステフ・クレメント           | 3時間30分17秒 | ティモシー・デュガン       | 同     | セバスティアン・ジョリ   | +02秒    | アダム・ハンセン         | +1分31秒 | アリャクサンドル・クシュインスキー | 同       |

### 総合成績
| 順位 | 選手名                   | 国籍           | チーム                       | 時間           |
| ---- | ------------------------ | -------------- | ---------------------------- | -------------- |
| 1    | アレハンドロ・バルベルデ | スペイン       | ケス・デパーニュ             | 26時間33分15秒 |
| 2    | カデル・エヴァンス       | オーストラリア | サイレンス・ロット           | +16秒          |
| 3    | アルベルト・コンタドール | スペイン       | アスタナ                     | +1分18秒       |
| 4    | ロベルト・ヘーシンク     | オランダ       | ラボバンク                   | +2分41秒       |
| 5    | ミケル・アスタルロサ     | スペイン       | エウスカルテル・エウスカディ | +3分40秒       |
| 6    | ヤコブ・フグルサング     | デンマーク     | チーム・サクソバンク         | +4分08秒       |
| 7    | ヴィンチェンツォ・ニバリ | イタリア       | リクイガス                   | +4分21秒       |
| 8    | アイマル・スベルディア   | スペイン       | アスタナ                     | +5分05秒       |
| 9    | デヴィッド・ミラー       | イギリス       | ガーミン・スリップストリーム | +5分28秒       |
| 10   | クリストフ・ル・メヴェル | フランス       | フランセーズ・デ・ジュー     | +6分19秒       |

### 各部門賞
| ポイント賞   | カデル・エヴァンス                     | 97P            |
| 2位          | アルベルト・コンタドール               | 66P            |
| 3位          | アレハンドロ・バルベルデ               | 59P            |
| 山岳賞       | ピエリック・フェドリゴ                 | 111P           |
| 2位          | ダヴィ・モンクティエ                   | 88P            |
| 3位          | フアン・マヌエル・ガラテ               | 71P            |
| チーム時間賞 | アスタナ                               | 79時間58分20秒 |
| 2位          | ラボバンク                             | +4分41秒       |
| 3位          | アージェードゥーゼル・ラ・モンディアル | +5分56秒       |

## 新城幸也が出場
- 第1ステージ……区間、総合56位(+1分05秒)
- 第2ステージ……区間11位(同)、総合56位(+1分05秒)
- 第3ステージ……区間29位(+1分32秒)、総合58位(+2分06秒)
- 第4ステージ……区間64位(+3分38秒)、総合65位(+4分36秒)
- 第5ステージ……区間65位(+17分56秒)、総合82位(+20分35秒)
- 第6ステージ……区間94位(+10分31秒)、総合85位(+26分57秒)
- 第7ステージ……区間97位(+37分02秒)、総合101位(+1時間03分18秒)
- 第8ステージ……区間71位(+3分57秒)、総合95位(+1時間05分10秒)